# Coelorinchus nazcaensis
Coelorinchus nazcaensis es una especie de pez de la familia Macrouridae en el orden de los Gadiformes.

## Morfología
• Los machos pueden llegar alcanzar los 40 cm de longitud total.

## Alimentación
Come  gambas (Gennadas ,Sergestes ,Plesionika ), misidacis ( Paralophogaster glaber ), copépodos (Pleuromamma), calamares y peces (Chauliodus ,Lampanyctus y ' Myctophidae ).

## Hábitat
Es un pez de aguas profundas que vive entre 225-530 m de profundidad.

## Distribución geográfica
Se encuentra al sureste del Pacífico.